# Sắt(I) hydride
Sắt(I) hydride, hay hydridoiron(3•) là một hợp chất vô cơ có thành phần gồm hai nguyên tố là sắt và hydro, với công thức hóa học được quy định là FeH. Hợp chất này đã được phát hiện chỉ trong những môi trường khắc nghiệt, như bị mắc kẹt trong khí quyển băng đông lạnh, trong bầu khí quyển của các ngôi sao lạnh lẽo hoặc như một khí ở nhiệt độ trên điểm sôi của sắt. Giả sử có ba liên kết hóa trị lơ lửng, và do đó có một gốc tự do, thì công thức hóa học của nó có thể được viết bằng FeH3• để nhấn mạnh thực tế này.

## Sự xuất hiện trong ngoài không gian
Sắt(I) hydride là một trong số ít các hợp chất được tìm thấy trong Mặt Trời. Các vệt cho FeH trong phần lục-lam của quang phổ Mặt Trời được báo cáo vào năm 1972, bao gồm nhiều đường hấp thụ vào năm 1972. Ngoài ra, vết đen mặt trời bị che khuất cho biết các vạch Wing-Ford nổi bật.

## Điều chế
Kleman và Åkerlind là những người đầu tiên sản xuất FeH trong phòng thí nghiệm bằng cách gia nhiệt sắt đến mức nhiệt độ 2600 K trong một lò kiểu King, dưới xúc tác là một bầu khí hydro ở dạng lỏng.